# Lepidium echinatum
Lepidium echinatum är en korsblommig växtart som beskrevs av Hewson. Lepidium echinatum ingår i släktet krassingar, och familjen korsblommiga växter. Inga underarter finns listade i Catalogue of Life.